# Henkemann
Der Henkemann war im Herzogtum Oldenburg ein Flüssigkeitsmaß für Wein, Bier und Milch sowie ein Hohlmaß für Getreide.
Es galt:
- 1 Henkemann = ¼ Tonne

Bei Getreide
- 1 Henkemann = 1 ¾ Scheffel = 1930 Pariser Kubikfuß

Beim Messen von Bier schwankte die Tonne zwischen 112 und 116 Kannen.
- 1 (Wein-)Kanne = 1,368 Liter[1]
- 1 (Bier-)Kanne = 1,425 Liter[1]
- 1 Henkemann = 28 Kannen = 39,9 Liter[2]

Getreide- und Bierkannen waren gleich
In Delmenhorst hatte 1 Henkemann nur 24 Kannen. Diese waren aber größer als die Oldenburger. In Delmenhorst entsprach 1 Last = 144 Oldenburger Scheffel = 18 Kannen.